# Bayern (stammehertugdømme)
Stammehertugdømmet Bayern (eller Stammehertugdømmet Baiern) opstod omkring 550 og det holdt op med at eksistere i 1180. Man skelner mellem det ældre og det yngre stammehertugdømme.

## Ældre baierske stammehertugdømme
Hertugerne tilhørte slægten Agilolfinger. Den første kendte hertug Garibald 1. fik hertugtitlen i 548, men tiltrådte sandsynligvis først regeringen i 555.
Det ældre stammehertugdømme holder op med at eksistere i 788. Fra dette år styrer kong Karl den Stores embedsmænd Baiern. Samme år får Karl den Store Tassilo 3. fradømt stillingen som hertug. I 794 giver Tassilo 3. afkald på sin arveret til Baiern.

## Yngre baierske stammehertugdømme
Fra 825 kalder Ludvig den Tyske sig konge af Baiern.
I den følgende tid blev de bairske hertugers magtområde udvidet mod øst, sydøst og syd, så nutidens Østrig, dele af Slovenien og dele af Nordøst-Italien kom under baiersk kontrol.
I 1180 mistede hertug Henrik Løve sine len, og Stammehertugdømmet Baiern eksisterede ikke mere.